# Chrebet Kujljutau
Chrebet Kujljutau (ryska: Хребет Куйлютау) är en bergskedja i Kirgizistan.   Den ligger i oblastet Ysyk-Köl Oblusu, i den östra delen av landet, 300 km öster om huvudstaden Bisjkek.